# 石溪營 (加利福尼亞州)
石溪營（英語：Rock Creek Camp）是位於美國加利福尼亞州普盧默斯縣的一個非建制地區。該地的面積和人口皆未知。

## 地理
石溪營的座標為39°55′36″N 121°18′58″W / 39.92667°N 121.31611°W，而該地的平均海拔高度為560米（即1837英尺）。